# Перелески (Зеленоградський район)
Перелески (рос. Перелески) — селище Зеленоградського району, Калінінградської області Росії. Входить до складу Переславського сільського поселення.
Населення — 18 осіб (2015 рік).

## Населення
| 2002 | 2010 |
| ---- | ---- |
| 7    | ↗18  |